# Danh sách đại diện Thái Lan tại các cuộc thi sắc đẹp quốc tế
Dưới đây là danh sách đại diện của Thái Lan tại các cuộc thi sắc đẹp lớn nhất thế giới gồm: Hoa hậu Hoàn vũ (Miss Universe), Hoa hậu Thế giới (Miss World), Hoa hậu Quốc tế (Miss International), Hoa hậu Trái Đất (Miss Grand International), Hoa hậu Siêu quốc gia (Miss Suparnational).

## Cuộc thi sắc đẹp cho nữ giới

### Miss Universe - Hoa hậu Hoàn vũ
| Năm  | Tên đại diện              | Quê quán            | Thứ hạng                | Giải thưởng phụ                                    |
| ---- | ------------------------- | ------------------- | ----------------------- | -------------------------------------------------- |
| 2024 | Suchata Chuangsri         | Bangkok             | Á hậu 3                 |                                                    |
| 2023 | Anntonia Porsild          | Nakhon Ratchasima   | Á hậu 1                 |                                                    |
| 2022 | Anna Sueangam-iam         | Băng Cốc            | Không                   | Trang phục dạ hội đẹp nhất                         |
| 2021 | Anchili Scott-Kemis       | Chachoengsao        | Không                   |                                                    |
| 2020 | Amanda Adam               | Phuket              | Top 10                  |                                                    |
| 2019 | Paweensuda Drouin         | Bangkok             | Top 5                   |                                                    |
| 2018 | Sophida Kanchanarin       | Bangkok             | Top 10                  |                                                    |
| 2017 | Mariya Poonlertlarp       | Bangkok             | Top 5                   |                                                    |
| 2016 | Chalita Suansane          | Samut Prakan        | Top 6                   | Miss Poppula Vote                                  |
| 2015 | Aniporn Chalermburanawong | Lampang             | Top 10                  | Trang phục dân tộc đẹp nhất                        |
| 2014 | Rimbongkot Chankaew       | Los Angeles, Mỹ     | Không                   |                                                    |
| 2014 | Weluri Disayabutr         | Kanchanaburi        | không tham gia cuộc thi | không tham gia cuộc thi                            |
| 2013 | Chalita Yamwannang        | Nakhon Ratchasima   | Không                   |                                                    |
| 2012 | Nattaphimon Natayalak     | Krabi               | Không                   |                                                    |
| 2011 | Chansorn Sakornchan       | Chonburi            | Không                   | Top 2 - Trang phục dân tộc đẹp nhất                |
| 2010 | Fonthip Watcharatrakul    | Samut Prakan        | Không                   |                                                    |
| 2009 | Chutima Durongdet         | Bangkok             | Không                   | Hoa hậu Ăn ảnh Top 2 - Trang phục dân tộc đẹp nhất |
| 2008 | Kavintra Phothijak        | Nong Khai           | Không                   | Trang phục dân tộc đẹp nhất                        |
| 2007 | Fah Rung Justice          | Pathum Thani        | Top 15                  |                                                    |
| 2006 | Aiyawarin Osathanon       | Bangkok             | Top 20                  |                                                    |
| 2005 | Chanunporn Roschan        | Bangkok             | Không                   | Đặt Giải thưởng Xuất sắc Quốc gia                  |
| 2004 | Emerald Kittisara         | Bangkok             | Không                   |                                                    |
| 2003 | Yaowaluck Trisurat        | Nakhon Si Thammarat | Không                   |                                                    |
| 2002 | Chanjira Chanchom         | Phitsanulok         | Không                   |                                                    |
| 2001 | Warin Torn Phadungvithi   | Nonthaburi          | Không                   |                                                    |
| 2000 | Kultida Yenprasert        | Bangkok             | Không                   |                                                    |
| 1999 | Aphisamai Srirangsan      | Nakhon Pathom       | Không                   |                                                    |
| 1998 | Chalida Tantiphipop       | Chalida Taochalee   | Không                   |                                                    |
| 1997 | Suangsuda Lawanprasert    | Nakhon Nayok        | Không                   |                                                    |
| 1996 | Nirachla Khamya           | Chiang Mai          | Không                   |                                                    |
| 1995 | Phawadee Wichienrat       | USA                 | Không                   |                                                    |
| 1994 | Ar Wiya Sirisopha         | Michigan, Hoa Kỳ    | Không                   | Miss Pretty Smile                                  |
| 1993 | Chattarika Ubonsiri       | Chiang Mai          | Không                   |                                                    |
| 1992 | Onanong Panyawong         | Chiang Mai          | Không                   | Trang phục dân tộc đẹp nhất                        |
| 1991 | Jiraprapha Sawetnan       | Bangkok             | Không                   |                                                    |
| 1990 | Passaraporn Chaimongkol   | Songkhla            | Không                   | Nhiếp ảnh gia yêu thích                            |
| 1989 | Yolada Ronghanam          | Bangkok             | Không                   | Trang phục dân tộc đẹp nhất                        |
| 1988 | Ponthip Nakhirunkanok     | Chachoengsao        | Hoa hậu Hoàn vũ 1988    | Trang phục dân tộc đẹp nhất                        |
| 1987 | Chutima Naina             | Bangkok             | Không                   |                                                    |
| 1986 | Taweeporn Klangploy       | Nakhon Sawan        | Không                   |                                                    |
| 1985 | Tarntip Pongsuk           | Nan                 | Không                   |                                                    |
| 1984 | Savinee Pakaranang        | USA                 | Top 10                  |                                                    |
| 1983 | Jinda Nernkrang           | Pathum Thani        | Không                   |                                                    |
| 1982 | Nipaporn Narapanich       | Chiang Rai          | Không                   |                                                    |
| 1981 | Massupha Karbprapun       | Krabi               | Không                   |                                                    |
| 1980 | Artitaya Promkul          | Pattani             | Không                   |                                                    |
| 1979 | Vongduean Kerdpoom        | Sukhothai           | Không                   |                                                    |
| 1978 | Pornpit Sakornwichit      | Phuket              | Không                   |                                                    |
| 1977 | Laddawan Inya             | Nakhon Ratchasima   | Không                   |                                                    |
| 1976 | Katriya Erikun            | Sukhothai           | Không                   |                                                    |
| 1975 | Wanaya Donavanik          | Chiang Mai          | Không                   |                                                    |
| 1975 | Sirikwan Nantasiri        | Nakhon Pathom       | không tham gia cuộc thi | không tham gia cuộc thi                            |
| 1974 | Artitaya Promkul          | Pathum Thani        | Không                   |                                                    |
| 1973 | Kanokon Bunma             | Chachoengsao        | Không                   |                                                    |
| 1972 | Niphapat Sudsiri          | Kanchanaburi        | Không                   |                                                    |
| 1971 | Warunee Sangsirinawin     | Phra Nakhon         | Không                   |                                                    |
| 1969 | Sangduen Manwong          | Phranakorn          | Không                   | Trang phục dân tộc đẹp nhất                        |
| 1968 | Aphantri Prayuthseni      | Phranakorn          | Top 5                   |                                                    |
| 1966 | Jiranan Sawetnan          | Suratthani          | Á hậu 2                 |                                                    |
| 1965 | Aphasara Hongsakul        | Bangkok             | Hoa hậu Hoàn vũ 1965    |                                                    |
| 1959 | Sosai Wanichwattana       | Phranakorn          | Không                   | Hoa hậu Hữu nghị                                   |
| 1954 | Amara Asawanon            | Phranakorn          | Không                   |                                                    |

### Miss World - Hoa hậu Thế giới
| Năm  | Tên đại diện                                      | Quê quán                                          | Thứ hạng                                          | Giải thưởng phụ |
| ---- | ------------------------------------------------- | ------------------------------------------------- | ------------------------------------------------- | --- |
| 2025 | Opal Suchata Chuangsri                            | Phuket                                            | Hoa hậu Thế giới 2025                             | Winner Multimedia Challenge Top 8 Head to Head Challenge |
| 2023 | Tharina Botes                                     | Phuket                                            | Không                                             | |
| 2022 | Không có đại diện do vấn đề bản quyền             | Không có đại diện do vấn đề bản quyền             | Không có đại diện do vấn đề bản quyền             | Không có đại diện do vấn đề bản quyền |
| 2020 | Cuộc thi bị hủy do ảnh hưởng từ Đại dịch COVID-19 | Cuộc thi bị hủy do ảnh hưởng từ Đại dịch COVID-19 | Cuộc thi bị hủy do ảnh hưởng từ Đại dịch COVID-19 | Cuộc thi bị hủy do ảnh hưởng từ Đại dịch COVID-19 |
| 2019 | Narintorn Chadapat Worachot                       | Pathumthani                                       | Top 40                                            | |
| 2018 | Pichapa Limsnukan                                 | Bangkok                                           | Á hậu                                             | Nữ hoàng sắc đẹp châu Á Thử thách đối đầu Cuộc bình chọn toàn cầu Top 5 - Best Designer Series Top 10 - Đa phương tiện Top 18 - Tài năng Top 32 - Top Model |
| 2017 | Phatlada Kulphakthanaphat                         | Bangkok                                           | Không                                             | Top 2 - Người mẫu hàng đầu Top 20 - Người đẹp có tài ăn nói Top 8 - Multimedia Top 10 - People's Choice                                                     |
| 2016 | Jinita Bu DD                                      | Chiang Rai                                        | Top 24                                            | Top 24 - Vẻ đẹp Đa năng |
| 2015 | Thanchanok Muninta                                | Chiang Mai                                        | Không                                             | Top 13 - Tài năng |
| 2014 | Nonthawan Thongleng                               | Suratthani                                        | Top 11                                            | Sự lựa chọn của người dân |
| 2013 | Kanyapak Phoksomboon                              | Udon Thani                                        | Không                                             | Top 2 - Đa phương tiện |
| 2012 | Valneesa Muangkot                                 | Phuket                                            | Không                                             | Top 46 - Top Model Top 10 - Multimedia |
| 2011 | Patchrida Rodganga                                | Bangkok                                           | Top 30                                            | Top 30 - Beauty with a purpose |
| 2010 | Sirirat Rueangsri                                 | Chiang Mai                                        | Top 25                                            | Top 20 - Người đẹp Bãi biển Top 20 - Top Model |
| 2009 | Pongchanok Kanlai                                 | Bangkok                                           | Không                                             | Top 22 - Talent |
| 2008 | Amraphat Julkasian                                | Nonthaburi                                        | Không                                             | Top 25 - B Chbeauty Top 32 - Top Model |
| 2007 | Kanokkorn Jaichuen                                | Bangkok                                           | Không                                             | Top 18 - Tài năng |
| 2006 | Melissa Maha Pol                                  | Nonthaburi                                        | Không                                             | |
| 2005 | Sirinda Jensen                                    | Phra Nakhon Si Ayutthaya                          | Không                                             | Người chiến thắng - Nhóm châu Á - Thái Bình Dương |
| 2005 | Ajchara Mackay                                    | Chiang Mai                                        | Không tham gia cuộc thi                           | Không tham gia cuộc thi |
| 2004 | Nikalaya Dulya                                    | Yala                                              | Không                                             | Top 10 - Thể thao Top 25 - Tài năng |
| 2003 | Jenjira Kerdprasop                                | Bangkok                                           | Không                                             | |
| 2002 | Ticha Luengpairote                                | Nakhon Pathom                                     | Không                                             | |
| 2001 | Lada Engchawadechasil                             | Songkhla                                          | Không                                             | Nhiếp ảnh gia yêu thích |
| 1999 | Kamala Kampu Na Ayutthaya                         | Bangkok                                           | Không                                             | |
| 1997 | Tanya Suesantisuk                                 | Bangkok Mahanakhon                                | Top 5                                             | Cô gái cá tính |
| 1996 | Sirinya Win Siri                                  | Chonburi                                          | Không                                             | |
| 1995 | Yasumin Lertamornwattana                          | Bangkok                                           | Không                                             | |
| 1994 | Patinya Thongsri                                  | Chanthaburi                                       | Không                                             | Hoa hậu Nhân cách |
| 1993 | Mathuros Lertsakda                                | Bangkok                                           | Không                                             | |
| 1992 | Methinee Kingpayom                                | Bangkok                                           | Không                                             | Nữ hoàng sắc đẹp châu Á |
| 1991 | Isriya Aphichai                                   | Angthong                                          | Không                                             | |
| 1990 | Chanakan Chaisri                                  | Prachuap Khiri Khan                               | Không                                             | |
| 1989 | Pathumrat Woramalee                               | Bangkok                                           | Top 5                                             | Nữ hoàng sắc đẹp châu Á |
| 1988 | Papassara Chutanupong                             | Suphanburi                                        | Không                                             | |
| 1987 | Benjawan Srilapan                                 | Ubon Ratchathani                                  | Không                                             | |
| 1986 | Saeng Rawee Asavarak                              | Bangkok                                           | Không                                             | |
| 1985 | Pan Lekha Wanmuang                                | Bangkok                                           | Không                                             | |
| 1984 | Inthira Imsomphote                                | Bangkok                                           | Không                                             | |
| 1983 | Winan Kongkran                                    | Bangkok                                           | Không                                             | |
| 1982 | Alisa Kachonchaiyakul                             | Bangkok                                           | Không                                             | |
| 1981 | Massupha Kappraphan                               | Bangkok                                           | Không                                             | |
| 1980 | Anchalee Chaisuwan                                | Bangkok                                           | Không                                             | |
| 1979 | Tipa Supaphan                                     | Bangkok                                           | Không                                             | |
| 1978 | Sa Panichphan                                     | Bangkok                                           | Không                                             | |
| 1977 | Sirinapha Sawanglum                               | Bangkok                                           | Không                                             | |
| 1976 | Duangchiwan Komolsen                              | Bangkok                                           | Không                                             | |
| 1975 | Rewadee Pattapong                                 | Bangkok                                           | Không                                             | |
| 1974 | Ornjira Chaisastra                                | Bangkok                                           | Không                                             | |
| 1973 | Pornpit Sakornwichit                              | Bangkok                                           | Không                                             | |
| 1972 | Jintana Jitsophon                                 | Bangkok                                           | Top 15                                            | |
| 1971 | Boonyong Thongboon                                | Bangkok                                           | Không                                             | |
| 1970 | Tuenjai Amnakkamat                                | Bangkok                                           | Không                                             | |
| 1968 | Pinnarat Thananchai                               | Bangkok                                           | Top 15                                            | |

### Miss International - Hoa hậu Quốc tế
| Năm  | Tên đại diện                                        | Quê quán                                            | Thứ hạng                                            | Giải thưởng phụ                                                 |
| ---- | --------------------------------------------------- | --------------------------------------------------- | --------------------------------------------------- | --------------------------------------------------------------- |
| 2024 | Apisara Thadadolthip                                | Chiang Mai                                          | Không                                               | Á hậu 2 - Trang phục dân tộc đẹp nhất                           |
| 2023 | Supaporn Ritthipruek                                | Chiang Mai                                          | Top 7                                               | Top 7 - Trình diễn áo tắm đẹp nhất                              |
| 2022 | Tavee Ruechanok Meesang                             | Chonburi                                            | Không                                               |                                                                 |
| 2021 | Không có cuộc thi do ảnh hưởng từ Đại dịch COVID-19 | Không có cuộc thi do ảnh hưởng từ Đại dịch COVID-19 | Không có cuộc thi do ảnh hưởng từ Đại dịch COVID-19 | Không có cuộc thi do ảnh hưởng từ Đại dịch COVID-19             |
| 2020 | Không có cuộc thi do ảnh hưởng từ Đại dịch COVID-19 | Không có cuộc thi do ảnh hưởng từ Đại dịch COVID-19 | Không có cuộc thi do ảnh hưởng từ Đại dịch COVID-19 | Không có cuộc thi do ảnh hưởng từ Đại dịch COVID-19             |
| 2019 | Sirithorn Leharamwat                                | Băng Cốc                                            | Hoa hậu Quốc tế 2019                                | Queen of Asia                                                   |
| 2018 | Kiratika Jaruratchamon                              | Phitsanulok                                         | Top 15                                              |                                                                 |
| 2017 | Ratiya Porn Chukaew                                 | Phatthalung                                         | Top 15                                              |                                                                 |
| 2016 | Phatthiya Phongthai                                 | Yala                                                | Top 15                                              |                                                                 |
| 2015 | Sasi Sinthavee                                      | Songkhla                                            | Top 10                                              |                                                                 |
| 2014 | Punika Kulsunthornrat                               | Prachuap Khiri Khan                                 | Á hậu 2                                             |                                                                 |
| 2013 | Chonthicha Thiengtham                               | Chonburi                                            | Top 15                                              |                                                                 |
| 2012 | Rungsinee Panchaburi                                | Lamphun                                             | Không                                               |                                                                 |
| 2011 | Kantapat Peeradachai Narin                          | Ratchaburi                                          | Top 15                                              | Trang phục dân tộc đẹp nhất                                     |
| 2010 | Piyaphon Dejrang                                    | Nakhon Ratchasima                                   | Á hậu 1                                             |                                                                 |
| 2009 | Phicha Nampradit                                    | Kanchanaburi                                        | Không                                               |                                                                 |
| 2008 | Panatsom Khumchit                                   | Songkhla                                            | Không                                               |                                                                 |
| 2007 | Chompoonak Badinworawat                             | Samut Prakan                                        | Không                                               |                                                                 |
| 2007 | Prapaphan Pongsrithong                              | Bangkok                                             | không tham gia cuộc thi                             | không tham gia cuộc thi                                         |
| 2006 | Wassana Wongboontri                                 | Bangkok                                             | Top 12                                              | Nhiếp ảnh gia được yêu thích nhất (Tiếng Nhật) Sứ giả thiện chí |
| 2005 | Sukanya Pimon                                       | Nakhon Sawan                                        | Không                                               |                                                                 |
| 2004 | Sunisa Phasuk                                       | Singburi                                            | Không                                               |                                                                 |
| 2003 | Paweena Bamrungrot                                  | Roi Et                                              | Top 12                                              |                                                                 |
| 2002 | Piyanuch Chambun                                    | Phitsanulok                                         | Top 12                                              |                                                                 |
| 2001 | Kanitthakan Sangprajaksakul                         | Bangkok                                             | Không                                               |                                                                 |
| 2000 | Pongkajon                                           | Bangkok                                             | Không                                               |                                                                 |
| 1995 | Aranyaporn Chaturapornphan                          | Songkhla                                            | Không                                               |                                                                 |
| 1993 | Supasiri Payaksiri                                  | Bangkok                                             | Không                                               |                                                                 |
| 1992 | Sarat Sahatthanachai                                | Bangkok                                             | Không                                               |                                                                 |
| 1990 | Lakshmi Thienkanthet                                | Nakhon Sawan                                        | Không                                               |                                                                 |
| 1989 | Pimpilai Chaiyo                                     | Nan                                                 | Không                                               |                                                                 |
| 1988 | Passorn Boonyakiat                                  | Bangkok                                             | Không                                               | Lovely Photographer                                             |
| 1987 | Prapaphan Bamrungthai                               | Phitsanulok                                         | Không                                               |                                                                 |
| 1986 | Chanthani Singsuwan                                 | Bangkok                                             | Không                                               |                                                                 |
| 1985 | Sasimaporn Chaikomol                                | Chonburi                                            | Không                                               |                                                                 |
| 1984 | Pranee Mae Yewanam                                  | Bangkok                                             | Không                                               |                                                                 |
| 1983 | Kasama Senawat                                      | Bangkok                                             | Không                                               |                                                                 |
| 1982 | Kanda Techaprateep                                  | Bangkok                                             | Top 15                                              |                                                                 |
| 1981 | Sri Nuan Attasara                                   | Bangkok                                             | Top 15                                              |                                                                 |
| 1980 | Wanali Temiruk                                      | Bangkok                                             | Không                                               |                                                                 |
| 1979 | Patmavadee Ann                                      | Bangkok                                             | Không                                               |                                                                 |
| 1977 | Ampha Phusit                                        | Nonthaburi                                          | Không                                               |                                                                 |
| 1976 | Duangrat Thaweechokesap                             | Bangkok                                             | Không                                               |                                                                 |
| 1974 | Yuwadee Sirirata                                    | Bangkok                                             | Không                                               |                                                                 |
| 1973 | Jintana Techamaneewat                               | Bangkok                                             | Top 5                                               |                                                                 |
| 1972 | Sarinya Tattaworn                                   | Bangkok                                             | Không                                               |                                                                 |
| 1971 | Suphak Likitkul                                     | Bangkok                                             | Á hậu 1                                             |                                                                 |
| 1970 | Panarat Phisuthisak                                 | Bangkok                                             | Top 15                                              |                                                                 |
| 1969 | Usanee Penpimon                                     | Nakhon Si Thammarat                                 | Á hậu 4                                             |                                                                 |
| 1968 | Rungthip Pinyo                                      | Lamphun                                             | Á hậu 4                                             | Nhiếp ảnh gia yêu thích nhất                                    |

### Miss Earth - Hoa hậu Trái Đất
| Năm  | Tên đại diện              | Quê quán            | Thứ hạng                   | Giải thưởng phụ |
| ---- | ------------------------- | ------------------- | -------------------------- | --- |
| 2024 | Soda Rachadawan Fowler    | Ratchaburi          | Top 20                     | Upcycling fashion show (Fire) |
| 2023 | Cora Bliault              | Chiang Mai          | Á hậu 3                    | |
| 2022 | Chawanphat Kongnim        | Lopburi             | Không                      | Trang phục biển |
| 2021 | Charirat Phetchsom        | Chumphon            | Á hậu 3                    | Video sinh thái xuất sắc (Châu Á & Châu Đại Dương) Trang phục thể thao Trang phục đi biển |
| 2020 | Tiyapar Setthasirisuwan   | Băng Cốc            | Top 20                     | Trang phục thường xuyên nhất của quốc gia Châu Á - Thái Bình Dương |
| 2019 | Tiyapar Setthasirisuwan   | Băng Cốc            | Top 20                     | Trang phục dạ hội xuất sắc · Hoa hậu Hữu nghị |
| 2018 | Nirada Jesadapariyakul    | Amnat Charoen       | Không                      | Trang phục dạ hội đẹp nhất · Châu Á đẹp nhất và Trang phục dân tộc Châu Đại Dương · Tài năng đặc biệt |
| 2017 | Paweensuda Drouin         | Băng Cốc            | Top 8                      | Miss IPPC · Hoa hậu Trái đất Hannah · Trang phục dạ hội xuất sắc · Được báo chí yêu thích. · Trang phục dạ hội đẹp nhất · Trang phục dân tộc đẹp nhất Châu Á - Thái Bình Dương                            |
| 2016 | Atcharee Buakhiao         | Chiang Mai          | Không                      | Trang phục dân tộc Châu Á và Châu Đại Dương đẹp nhất |
| 2015 | Chawika Watsang           | Phuket              | Không                      | Trang phục dạ hội đẹp nhất · Trang phục dân tộc đẹp nhất Châu Á & Châu Đại Dương · Nhiếp ảnh gia yêu thích nhất                                                                                           |
| 2014 | Sasi Sinthavee            | Songkhla            | Top 16                     | Best Eco Video · Áo tắm đẹp nhất · Váy dạ tiệc đẹp nhất · Chiếc váy đẹp nhất trong vương triều. Resort |
| 2013 | Punika Kulsunthornrat     | Prachuap Khiri Khan | Á hậu 2 (Miss Earth Water) | Miss Everbilena · Miss Kandangri Kky Reyes · Miss EB Advance · Miss Kid Friendly · Trang phục đẹp nhất ở resort · Trang phục dân tộc Châu Á và Châu Đại Dương đẹp nhất                                    |
| 2012 | Warataya Wongchayaporn    | Songkhla            | Không                      | Miss My Phone · Miss Everbilena · Miss Earth Pacific Mall · Miss Psalm Strep Lacenta · Trang phục dân tộc đẹp nhất · Tin vui · Trang phục dạ hội xuất sắc · Hoa hậu Hữu nghị · Cô gái mặc đẹp nhất resort |
| 2011 | Niratcha Tangtisanon      | Băng Cốc            | Top 16                     | |
| 2010 | Watsaporn Wattanakul      | Chiang Rai          | Á hậu 2                    | Hoa hậu Ảnh |
| 2009 | Ruchinan Pansritum        | Udon Thani          | Top 8                      | |
| 2008 | Piyaporn Deejing          | Nakhon Ratchasima   | Top 16                     | |
| 2007 | Jiraporn Sing-iam         | Băng Cốc            | Top 8                      | Trang phục dân tộc đẹp nhất |
| 2006 | Pailin Rungratanasoontorn | Băng Cốc            | Không                      | |
| 2005 | Kanokwan Setthapongwanich | Băng Cốc            | Không                      | |
| 2004 | Ratchadawan Khampheng     | Phitsanulok         | Top 8                      | |
| 2003 | Anong Nat Sutthanuch      | Băng Cốc            | Không                      | |
| 2002 | Lalita Aphaiwong          | Băng Cốc            | Không                      | |
| 2001 | Witsanee Khanasa          | Băng Cốc            | Không                      | |

### Miss Suparnational - Hoa hậu Siêu quốc gia
| Năm  | Tên đại diện                                        | Quê quán                                            | Thứ hạng                                            | Giải thưởng phụ                                                           |
| ---- | --------------------------------------------------- | --------------------------------------------------- | --------------------------------------------------- | ------------------------------------------------------------------------- |
| 2025 | Michelle Behrmann                                   | Bangkok                                             | Không                                               | Top 10 - Supra Fan Vote Top 20 - Miss Influencer Opportunity              |
| 2024 | Kasama Suetrong                                     | Surat Thani                                         | Top 12                                              | Top 11 - Supra Model of the Year (Supra Model of Châu Á)                  |
| 2023 | Patraporn Wang                                      | Bangkok                                             | Top 24                                              | Top 29 - Miss Talent Top 10 - Supra Model (Top 2 - Supra Model of Châu Á) |
| 2022 | Praewwanich Ruangthong                              | Chumphon                                            | Á hậu 1                                             | Giải ba Miss Elegance                                                     |
| 2021 | Benjarat Akkarawanitchil Ebi                        | Phuket                                              | Top 24                                              |                                                                           |
| 2020 | Không có cuộc thi do ảnh hưởng từ Đại dịch COVID-19 | Không có cuộc thi do ảnh hưởng từ Đại dịch COVID-19 | Không có cuộc thi do ảnh hưởng từ Đại dịch COVID-19 | Không có cuộc thi do ảnh hưởng từ Đại dịch COVID-19                       |
| 2019 | Anthonia Poziew                                     | Băng Cốc                                            | Hoa hậu Siêu quốc gia 2019                          | Top 2 - Mistalent                                                         |
| 2018 | Pinrat Mawin Thon                                   | Nan                                                 | Không                                               |                                                                           |
| 2017 | Jiraprapha Boonnueng                                | Yasothon                                            | Top 10                                              | Nữ hoàng Châu Á và Châu Đại Dương                                         |
| 2016 | Chatchadaporn Kimakorn                              | Ratchaburi                                          | Không                                               |                                                                           |
| 2015 | Tarathip Sukdarunapat                               | Roi Et                                              | Không                                               |                                                                           |
| 2014 | Parapassorn Disdamrong                              | Nakhon Ratchasima                                   | Á hậu 1                                             |                                                                           |
| 2013 | Thanyaporn Srisen                                   | Nakhon Si Thammarat                                 | Top 20                                              |                                                                           |
| 2012 | Nantawan Wannajuta                                  | Bangkok                                             | Á hậu 1                                             | Miss Internet                                                             |
| 2011 | Panika Woraboonsiri                                 | Bangkok                                             | Không                                               |                                                                           |
| 2010 | Singh                                               | Bangkok                                             | Á hậu 4                                             |                                                                           |

### Miss Grand International - Hoa hậu Hòa bình Quốc tế
| Năm  | Tên đại diện               | Quê quán            | Thứ hạng | Giải thưởng phụ                                           |
| ---- | -------------------------- | ------------------- | -------- | --------------------------------------------------------- |
| 2024 | Malin Chara-anan           | Phuket              | Top 20   |                                                           |
| 2023 | Thaweeporn Phingchamrat    | Phetchaburi         | Á hậu 5  | Top 5 Miss Pupular Vote Top 4 Country's Power of the Year |
| 2022 | Engfa Waraha               | Băng Cốc            | Á hậu 1  | Trang phục dân tộc đẹp nhất                               |
| 2021 | Indy Johnson               | Pathum Thani        | Không    | Trang phục dạ hội đẹp nhất                                |
| 2020 | Patcharaporn Chantrapradit | Ranong              | Top 10   | Top 3 - Trang phục dân tộc đẹp nhất                       |
| 2019 | Araya Suparuek             | Nakhon Phanom       | Á hậu 2  |                                                           |
| 2018 | Nam–Oey Chanaphan          | Phuket              | Top 20   | Trang phục dạ hội xuất sắc                                |
| 2017 | Pamela Pacinetti           | Krabi               | Top 10   | Hoa hậu Di sản Động Thiên đường                           |
| 2016 | Supaporn Malison           | Songkhla            | Á hậu 2  |                                                           |
| 2015 | Rattikorn Khunsom          | Songkhla            | Á hậu 4  |                                                           |
| 2014 | Parapassorn Worasirinda    | Nakhon Ratchasima   | Top 10   | Đồ bơi đẹp nhất                                           |
| 2013 | Yada Thepanom              | Prachuap Khiri Khan | Top 20   |                                                           |

## Cuộc thi sắc đẹp cho nam giới

### Manhunt International
| Năm  | Tên đại diện            | Quê quán     | Thứ hạng  | Giải thưởng phụ                          |
| ---- | ----------------------- | ------------ | --------- | ---------------------------------------- |
| 2019 | Sitthipong Imsathien    | Kalasin      | Top 16    | Nhiếp ảnh gia được yêu thích nhất        |
| 2018 | Rattanan Sukubon        | Songkhla     | Không     | Nhiếp ảnh gia yêu thích của tôi          |
| 2017 | Kongnat Cheysuwan       | Samut Prakan | Á vương 1 | Thành tích tốt nhất                      |
| 2016 | Piratpong Moultribut    | Udonthani    | Top 16    | Trang phục dân tộc đẹp nhất Mr. Internet |
| 2012 | Mukphon Posakabutr      | Bangkok      | Top 15    |                                          |
| 2011 | Kritsakorn Locharoenrat | Bangkok      | Không     |                                          |
| 2010 | Natakorn Sriwichai      | Bangkok      | Không     |                                          |
| 2008 | Thanawut Nuntarid       | Bangkok      | Không     |                                          |
| 2007 | Wacharakorn Waiyasilp   | Bangkok      | Không     |                                          |
| 2002 | Werayut Poolkham        | Bangkok      | Không     |                                          |
| 2000 | Sophon Sukanan          | Bangkok      | Không     |                                          |
| 1998 | Somchai Pipatnukul      | Bangkok      | Không     |                                          |
| 1997 | Chaiyot Soison          | Bangkok      | Không     |                                          |
| 1995 | Watcharakiat Boonphakdi | Bangkok      | Top 12    |                                          |

### Mister World - Nam vương Thế giới
| Năm  | Tên đại diện          | Quê quán      | Thứ hạng                | Giải thưởng phụ |
| ---- | --------------------- | ------------- | ----------------------- | --- |
| 2019 | Anakin Nonthiprasit   | Maha Sarakham | Không                   | Top 20 - Tài năng đặc biệt Top 20 - Thử thách thể thao Top 25 - Thử thách người mẫu Top 20 - Thử thách khắc nghiệt |
| 2012 | Chalerm Watcharobol   | Bangkok       | Không tham gia cuộc thi | Không tham gia cuộc thi                                                                                            |
| 2010 | Rattasat Rungsirithip | Chiang Mai    | Không                   | Top 8 - Mr. Sport                                                                                                  |
| 1996 | Charles Derek Adams   | Bangkok       | Top 10                  | |

### Mister Global - Nam vương Toàn cầu
| Năm  | Tên đại diện       | Quê quán          | Thứ hạng  | Giải thưởng phụ             |
| ---- | ------------------ | ----------------- | --------- | --------------------------- |
| 2019 | Jirawat Wetsakon   | Phitsanulok       | Top 16    |                             |
| 2018 | Sataphon Mullisan  | Chiang Mai        | Á vương 4 | Top 5 - Tài năng xuất sắc   |
| 2017 | Nonthakorn Amputh  | Phayao            | Không     |                             |
| 2016 | Thawatchai Jaikarn | Phayao            | Á vương 1 | People's Choice Awards      |
| 2015 | Apiwit Kunadirek   | Samut Prakan      | Á vương 2 | Trang phục dân tộc đẹp nhất |
| 2014 | Phubet Samkratok   | Nakhon Ratchasima | Top 8     |                             |

### Mister International - Nam vương Quốc tế
| Năm  | Tên đại diện          | Quê quán         | Thứ hạng                    | Giải thưởng phụ                                          |
| ---- | --------------------- | ---------------- | --------------------------- | -------------------------------------------------------- |
| 2020 | Kraiwit Kummongkol    | Ubon Ratchathani | TBA                         |                                                          |
| 2019 | Nick Nolte            | Bangkok          | Top 10                      | Mr. Bad Lab International Pees International Amba Szader |
| 2018 | Pongsan Suwanliwong   | Pattani          | Không                       | Trang phục dân tộc đẹp nhất                              |
| 2016 | Kittikhun Tan Suhat   | Bangkok          | Top 6                       | Nhiếp ảnh gia yêu thích Nakhon Ratchasima                |
| 2015 | Cholapon Karavatni    | Nonthaburi       | Không                       |                                                          |
| 2014 | Wittawat Sriket       | Mahasarakham     | Top 10                      |                                                          |
| 2013 | Yasang                | Bangkok          | Không                       |                                                          |
| 2013 | Kunakorn Wongpayak    | Chachoengsao     | Không thể tham gia cuộc thi | Không thể tham gia cuộc thi                              |
| 2012 | Piyanas Sucharit      | Samut Prakan     | Top 16                      | Mr. Congeniality                                         |
| 2011 | Direk Silpadamrongsri | Tak              | Không                       | Trang phục dân tộc đẹp nhất                              |
| 2010 | Chaiwat Thongsang     | Bangkok          | Không tham gia cuộc thi     | Không tham gia cuộc thi                                  |
| 2009 | Chanon Sae Tang       | Bangkok          | Không                       |                                                          |

### Mister Suparnational - Nam vương Siêu quốc gia
| Năm  | Tên đại diện           | Quê quán       | Thứ hạng  | Giải thưởng phụ                     |
| ---- | ---------------------- | -------------- | --------- | ----------------------------------- |
| 2019 | Chanchai Rungpaisit    | Phetchaburi    | Top 20    |                                     |
| 2018 | Apisitthanan Len Dasom | Songkhla       | Á vương 3 |                                     |
| 2017 | Araj Wittayakorn       | Rayong         | Không     |                                     |
| 2016 | Panupong Wantamat      | Kamphaeng Phet | Không     | Top 2 - Quý ông được yêu thích nhất |

### Man of the World
| Năm  | Tên đại diện          | Quê quán     | Thứ hạng  | Giải thưởng phụ                                           |
| ---- | --------------------- | ------------ | --------- | --------------------------------------------------------- |
| 2020 | Paiphan Suea Makok    | Phayao       | TBA       | TBA                                                       |
| 2019 | Saphon Suporn         | Bueng Kan    | Không     | Trang phục đi biển đẹp nhất                               |
| 2018 | Nathaphon Sisan       | Sakon Nakhon | Á vương 4 | Trang phục quốc tế đẹp nhất · Trang phục dân tộc đẹp nhất |
| 2017 | Piratpong Moultributr | Udon Thani   | Top 18    | Vận động tốt nhất                                         |